# Macrozamia montana
Macrozamia montana — вид голонасінних рослин класу саговникоподібні (Cycadopsida).
Етимологія: лат. montanus — що стосується гір, з посиланням на зростання на крутих високих хребтах.

## Опис
Рослини без наземного стовбура або деревовиді (іноді), стовбур 0–0,6 м заввишки, 25–45 см діаметром. Листя 20–70 в короні, темно-зелене, від напівглянсового до високоглянсового, завдовжки 100—205 см, з 70–140 листовими фрагментами; хребет не спірально закручений, прямий, жорсткий; черешок завдовжки 6–15 см, прямий, без шипів. Листові фрагменти прості; середні — завдовжки 200—350 мм, 7–10 мм завширшки. Пилкові шишки веретеновиді, 35–40 см завдовжки, 6–8 см діаметром. Насіннєві шишки яйцевиді, завдовжки 24–34 см, 12–14 см діаметром. Насіння довгасте, завдовжки 33–42 мм, 25–30 мм завширшки; саркотеста червона.

## Поширення, екологія
Країни поширення: Австралія (Новий Південний Уельс). Рослини ростуть на гірських хребтах і схилах, покритих високими вологими лісами.

## Загрози та охорона
Загрози цьому виду невідомі.